# Schefflera yatesii
Schefflera yatesii är en araliaväxtart som beskrevs av Elmer Drew Merrill. Schefflera yatesii ingår i släktet Schefflera och familjen araliaväxter.
Artens utbredningsområde är Sumatera. Inga underarter finns listade.